# Leo the Last
Leo the Last is een Britse film uit 1970 geregisseerd door John Boorman, met in de hoofdrollen Marcello Mastroianni en Billie Whitelaw. Het scenario is gebaseerd op het toneelstuk The Prince van George Tabori. De film werd ingezonden voor het filmfestival van Cannes van 1970, en Boorman kreeg er de prijs voor beste regie. Hij werd echter geen commercieel succes.

## Verhaal
Leo (Mastroianni) is de laatste troonpretendent van een reeds lang onttroonde Europese monarchie, die naar zijn statig herenhuis in Londen terugkeert samen met zijn verloofde Margaret (Billie Whitelaw) en  zijn kamerheer Laszlo (Vladek Sheybal), die een staatsgreep beraamt om Leo terug op de troon te krijgen. Leo is geschokt als hij ziet dat het huis midden in een verpauperde buurt ligt. Hij observeert aanvankelijk zijn buren vanop afstand maar raakt er later emotioneel bij betrokken. De samenzwering van Laszlo blijkt een verzinsel te zijn maar Leo komt erachter dat hijzelf eigenaar is van de buurt en dat zijn rijkdom gebaseerd is op de huur die zijn buren betalen. Daarop verandert hij van kapitalist in socialist en kiest de zijde van de arme buurtbewoners. Hij leidt hen zelfs bij een aanval op zijn eigen huis dat helemaal in de vlammen opgaat (de buitenscènes werden opgenomen in een straat in West-Londen, die bestemd was om te worden afgebroken).

## Rolverdeling
| Acteur               | Personage                |
| -------------------- | ------------------------ |
| Marcello Mastroianni | Leo                      |
| Billie Whitelaw      | Margaret, zijn verloofde |
| Vladek Sheybal       | Laszlo, Leos kamerheer   |